# Eleutherodactylus parabates
Espèce
Statut de conservation UICN

 CR A3c : 
En danger critique
Eleutherodactylus parabates est une espèce d'amphibiens de la famille des Eleutherodactylidae.

## Répartition
Cette espèce est endémique de République dominicaine. Elle se rencontre de 1 455 à 1 870 m d'altitude dans la Sierra de Neiba près de la frontière haïtienne.

## Description
La femelle holotype mesure 24,1 mm.

## Publication originale
- Schwartz, 1964 : Three new species of frogs (Leptodactylidae, Eleutherodactylus) from Hispaniola. Breviora, no 208, p. 1-15 (texte intégral).